# Facettenklassifikation
Eine Facettenklassifikation (auch analytisch-synthetische Klassifikation) ist ein Klassifikationssystem, bei dem die Objekte eines Wissensbereichs nicht in eine relativ unflexible Baumstruktur eingegliedert werden, wie es bei rein hierarchischen Systemen der Fall ist. Stattdessen erfolgt die Einordnung eines Objekts durch Zuordnung mehrerer voneinander unabhängiger Begriffe. 
Dazu führt man mehrere Ansichten (Aspekte oder sogenannte Facetten) ein, die einen bestimmten Untergliederungsgesichtspunkt repräsentieren (Beispiel: „Geschlecht“). Die konkreten Ausprägungen einer Facette werden Foci oder Einfachklassen genannt (Beispiel: „männlich“, „weiblich“). Einem Objekt werden dabei typischerweise Foci mehrerer Facetten zugeordnet, deshalb handelt es sich um ein polyhierarchisches Klassifikationssystem. Ein Focus gehört aber immer nur zu genau einer Facette. Die Foci einer Facette können eine hierarchische Struktur aufweisen. Es können auch mehrere Foci einer Facette einem Objekt zugeordnet werden, eine Facettenklassifikation kann somit polydimensional verwendet werden. 
Die Einordnung eines Objekts ergibt sich aus der Kombination der zugeordneten Foci, was als Postkombination bezeichnet wird – im Gegensatz zu einer Präkombination, bei der die Kombination bereits bei Bildung der Begriffe des Klassifikationssystems erfolgt. Zur Notation der Objektklassifizierung werden die Bezeichner der Foci verbunden, wodurch sich die Gesamtnotation ergibt.
Die bekannteste Facettenklassifikation ist die Colon-Klassifikation. Für den Bereich Architektur und Bauwesen gibt es das BRD/SfB-System, das in Form einer Facettenklassifikation aufgebaut ist.

## Vor- und Nachteile
Ein großer Vorteil einer Facettenklassifikation gegenüber präkombinierten Klassifikationssystemen liegt in der größeren Flexibilität und Erweiterbarkeit. Insbesondere ist die Zahl der erforderlichen Klassen bei einer Facettenklassifikation erheblich geringer. Beispielsweise könnte die Menge der erforderlichen Klassen etwa um den Faktor 40 reduziert werden, wenn man den Bereich „Literatur“ der präkombinierten Universellen Dezimalklassifikation im Sinne einer Facettenklassifikation abbilden würde. Daraus ergibt sich, dass der Aufwand zur Pflege des Klassifikationskatalogs deutlich geringer ist.
Präkombinierte und besonders monohierarchische Klassifikationssysteme geben im Gegensatz zu einer Facettenklassifikation den Zugriffspfad nach dem Top-down-Prinzip vor. Deshalb sind sie für Fälle besonders geeignet, in denen es einen typischen Zugriffspfad gibt, auch stellt ein vorgegebener Zugriffspfad für Recherchierende eine Orientierungshilfe dar. Dagegen eignen sich Facettenklassifikationen besonders, wenn der Zugang typischerweise aus unterschiedlichen Perspektiven erfolgen soll.
Bei elektronischem Zugriff ist die Gestaltung einer intuitiv bedienbaren Benutzeroberfläche bei Nutzung einer Facettenklassifikation im Regelfall anspruchsvoller im Vergleich zu einer präkombinierten Klassifikation. Auch der Ressourcenbedarf bei Ausführung einer Suche ist bei Systemen typischerweise höher, die eine Facettenklassifikation unterstützen, denn die Kombination der verschiedenen Suchbegriffe erfolgt erst bei Durchführung der Suche.

## Beispiel

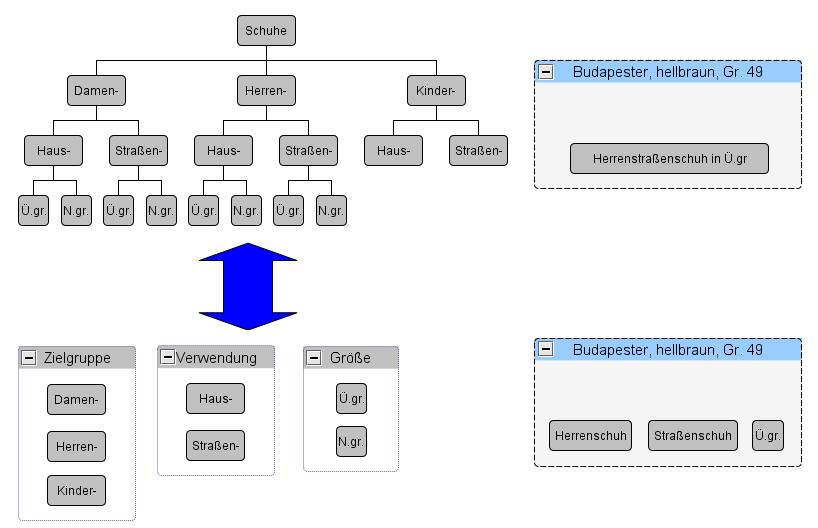
Mögliche Klassifikationssysteme für den Themenbereich „Schuhhandel“

Im nebenstehenden Beispiel sind zwei Varianten von Klassifikationssystemen skizziert, die einen Ausschnitt aus dem Themenbereich „Schuhhandel“ darstellen könnten. Die obere stellt dabei einen monohierarchischen Katalog dar, bei dem eine Präkombination vorgenommen wird. Bei der unteren Variante handelt es sich um eine Facettenklassifikation. Rechts davon wird dargestellt, wie dasselbe konkretes Objekt – ein Budapester, ein Herrenschuhmodell, in Größe 49 – in beiden Systemen klassifiziert würde. Im präkombinierten System würde dieses Objekt nur der Klasse „Herrenstraßenschuh in Übergröße“ zugeordnet. In einer Facettenklassifikation wären es dagegen deren drei, und zwar „Herrenschuh“, „Straßenschuh“ und „Übergröße“. 
Interessiert man sich für ein konkretes Schuhmodell, ermöglicht das präkombinierte System, von oben nach unten entlang des Baums den passenden detailliertesten Knoten zu finden. Interessiert man sich dagegen dafür, wie groß das Gesamtangebot an Schuhen in Übergröße ist, müsste man im präkombinierten System bereits vier verschiedene Klassen betrachten. Besonders deutlich wird der Unterschied beider Systeme dann, wenn man sich vorstellt, dass eine Differenzierung nach Obermaterial im Klassifikationssystem ergänzt werden soll. Beim präkombinierten System müsste diese Differenzierung an vielen verschiedenen Stellen des Baums erfolgen. Bei der Facettenklassifikation müsste dagegen lediglich eine neue Facette mit den Foci „Leder“, „Textilien“, „Synthetik“ etc. eingeführt werden. Bei Einführung weiterer Differenzierungen, beispielsweise wenn orthopädische Schuhe ins Sortiment aufgenommen werden sollen, wächst die Zahl der erforderlichen Klassen im präkombinierten System exponentiell.